# James Harding
James Harding est un flûtiste et compositeur anglais actif à partir de 1575, décédé au mois de janvier 1626.
Harding [ou Harden] était apparemment d’origine étrangère puisqu’il est mentionné comme tel dans la liste du personnel de la maison de la reine en 1591, précise Andrew Ashbee qui nous apprend que Harding fut engagé comme flûtiste à la cour d’Angleterre le 22 mai 1575, poste qu’il conserva jusqu’à sa mort.
Son œuvre la plus connue est une gaillarde – transcrite pour clavier par William Byrd – que l’on trouve dans le Fitzwilliam Virginal Book ainsi que dans d’autres sources manuscrites.
Il a aussi composé deux fantaisies pour clavier et une allemande [almain] à 6 parties pour instruments à vent.